# Ostatni Rzymianin
Ostatni Rzymianin (łac. Ultimus Romanorum) – potoczny termin stosowany w publicystyce historycznej na określenie postaci, która uważana jest za ostatniego reprezentanta kultury antycznej i starorzymskich cnót w obliczu końca epoki i postępującej barbaryzacji. Określenie pochodzi z dzieła Kremucjusza Kordusa (zm. 25), rzymskiego historyka, który będąc piewcą systemu republikańskiego nazwał „ostatnimi Rzymianami” (ultimus Romanorum) Marka Brutusa i Kasjusza – zabójców Cezara.
„Ostatnim Rzymianinem” nazywano m.in.:
- Aecjusza[2][3] (390–454) – rzymskiego wodza, który pokonując w 451 roku Hunów na Polach Katalaunijskich odniósł ostatnie wielkie zwycięstwo w dziejach rzymskiego oręża;
- Majoriana[4] (420–461) – cesarza zachodniorzymskiego w latach 457–461, ostatniego władcę który próbował ratować potęgę Zachodu i przeciwstawić się zbrojnie barbarzyńcom;
- Ambrosiusa Aurelianusa[5][6] (poł. V wieku) – dowódcę rzymskiego, który około 450 roku poderwał celtycką ludność Brytanii do walki przeciw saskim najeźdźcom;
- Syagriusza[7][8] (430–486/487) – ostatniego rzymskiego namiestnika Galii, który zdołał utrzymać nad nią suwerenną władzę jeszcze kilka lat po upadku cesarstwa zachodniorzymskiego;
- Boecjusza[9][10] (480–524) – filozofa i teologa chrześcijańskiego, uważanego za ostatniego reprezentanta filozofii klasycznej;
- Kasjodora[11] (483–583) – pisarza łacińskiego na dworze królów ostrogockich, dbającego o zachowanie antycznych tradycji literackich;
- Justyniana I[12] (483–565) – cesarza bizantyjskiego w latach 527–565, który uczynił celem swojego panowania odzyskanie dawnych ziem Rzymu. Odzyskał całą Italię, fragment Półwyspu Iberyjskiego i część dawnego zachodniorzymskiego wybrzeża Afryki;
- Belizariusza[12] (505–565) – dowódcę bizantyjskiego, który odzyskał północną Afrykę z rąk Wandalów i rozgromił Ostrogotów w Italii;
- Grzegorza Wielkiego[13] (540–604) – papieża w latach 590–604, reformatora Kościoła zachodniego.